# 只願一生愛一人
《衹願一生愛一人》（或寫作「只願一生愛一人」）是香港歌手張學友的第七張粵語專輯，於1989年12月15日發行，唱片製作人歐丁玉，並由寶麗金唱片公司製作發行。專輯中收錄多首經典粵語流行歌曲，推出後即在香港大熱。憑藉該張專輯，張學友正式穩固其在香港樂壇的地位。

## 簡介
經歷了1988年的低潮時期后，張學友開始專注於香港的音樂市場，暫時放棄了台灣的國語唱片市場。在1989年9月陳慧嫻於紅館舉行六場《幾時再見演唱會》後，巨星張國榮亦宣布於此年告別樂壇，同期譚詠麟亦於《彩色／濃情／再續浪漫演唱會》創出38場的總場數紀錄，樂壇局面開始改寫。由於較早前《給我親愛的》獲得非常理想的銷量，寶麗金趁勢推出同樣被認為是經典的粵語唱片《衹願一生愛一人》，本張唱片中亦包含多首華人流行音樂中的經典曲目，包括由張學友的好友台灣音樂人庾澄慶譜曲的《衹願一生愛一人》、節奏鮮明的《花花公子》、感人至深的《忘情冷雨夜》、表達愛意的《夕陽醉了》及改編新加坡歌手姜鄠的《親親》。本張唱片也讓張學友在1990年獲得多個樂壇大獎。

## 曲目
| 曲序 | 曲目           |        | 作曲               | 编曲   | 备注 | 时长 |
| ---- | -------------- | ------ | ------------------ | ------ | --- | ---- |
| 1.   | 衹願一生愛一人 | 因葵   | 庾澄慶             | 盧東尼 | 第二主打 改編自台灣歌手庾澄慶的〈讓我一次愛個夠〉                                                                   | 4:19 |
| 2.   | 花花公子       | 林振強 | 玉置浩二           | 盧東尼 | 第四主打 改編自日本歌手玉置浩二的〈I'm Dandy〉                                                                      | 3:37 |
| 3.   | 忘情冷雨夜     | 曉風   | 殷文琦             | 陳玉立 | 第五主打 國語版為〈故事〉                                                                                           | 3:57 |
| 4.   | 夕陽醉了       | 小美   | 童安格             | 杜自持 | 第一主打 改編自台灣歌手鄭婷的〈誰想輕輕偷走我的吻〉 音樂電影《我在柏斯的日子》主題曲 國語版為〈誰想輕輕偷走我的吻〉 | 5:05 |
| 5.   | 歡場           | 向雪懷 | Dodo and the Dodos | 唐奕聰 | 改編自丹麥組合Dodo and the Dodos的《Penge》                                                                         | 4:02 |
| 6.   | 親親           | 林振強 | 李偲菘             | 杜自持 | 第三主打 改編自新加坡歌手姜鄠的〈親親〉 無綫電視劇《他來自江湖》片尾曲                                              | 4:20 |
| 7.   | 你沒有錯       | 林夕   | 徐日勤             | 花比傲 | | 5:03 |
| 8.   | 迷失的方向     | 簡寧   | 林敏怡             | 蘇德華 | 無綫電視劇《未婚爸爸》主題曲                                                                                        | 3:57 |
| 9.   | 一往情深       | 黃真   | Heuss              | 盧東尼 | 改編自巴西組合Trio Rio的《I'm Still in Love With You》                                                              | 3:47 |
| 10.  | 信念           | 簡寧   | 簡寧               | 杜自持 | 豐盛人生傳萬家1989活動主題曲                                                                                        | 3:43 |

## 翻唱版本
夕阳醉了
- 那英
- 陈楚生
- 周笔畅

## 音樂錄像
- 夕陽醉了
- 只願一生愛一人
- 親親(TVB)

## 獎項
- 1990年度十大中文金曲頒獎典禮

- 「十大中文金曲」：《夕陽醉了》

- 1989年度十大勁歌金曲頒獎典禮

- 「十大勁歌金曲」：《夕陽醉了》

- 1990年度十大勁歌金曲頒獎典禮

- 「十大勁歌金曲」：《衹願一生愛一人》

- 1990年度香港金唱片頒獎典禮

- 「白金唱片」：《衹願一生愛一人》